# Acacia thomsonii
Acacia thomsonii är en ärtväxtart som beskrevs av Bruce R. Maslin och M.W.Mcdonald. Acacia thomsonii ingår i släktet akacior, och familjen ärtväxter. Inga underarter finns listade i Catalogue of Life.

## Bildgalleri

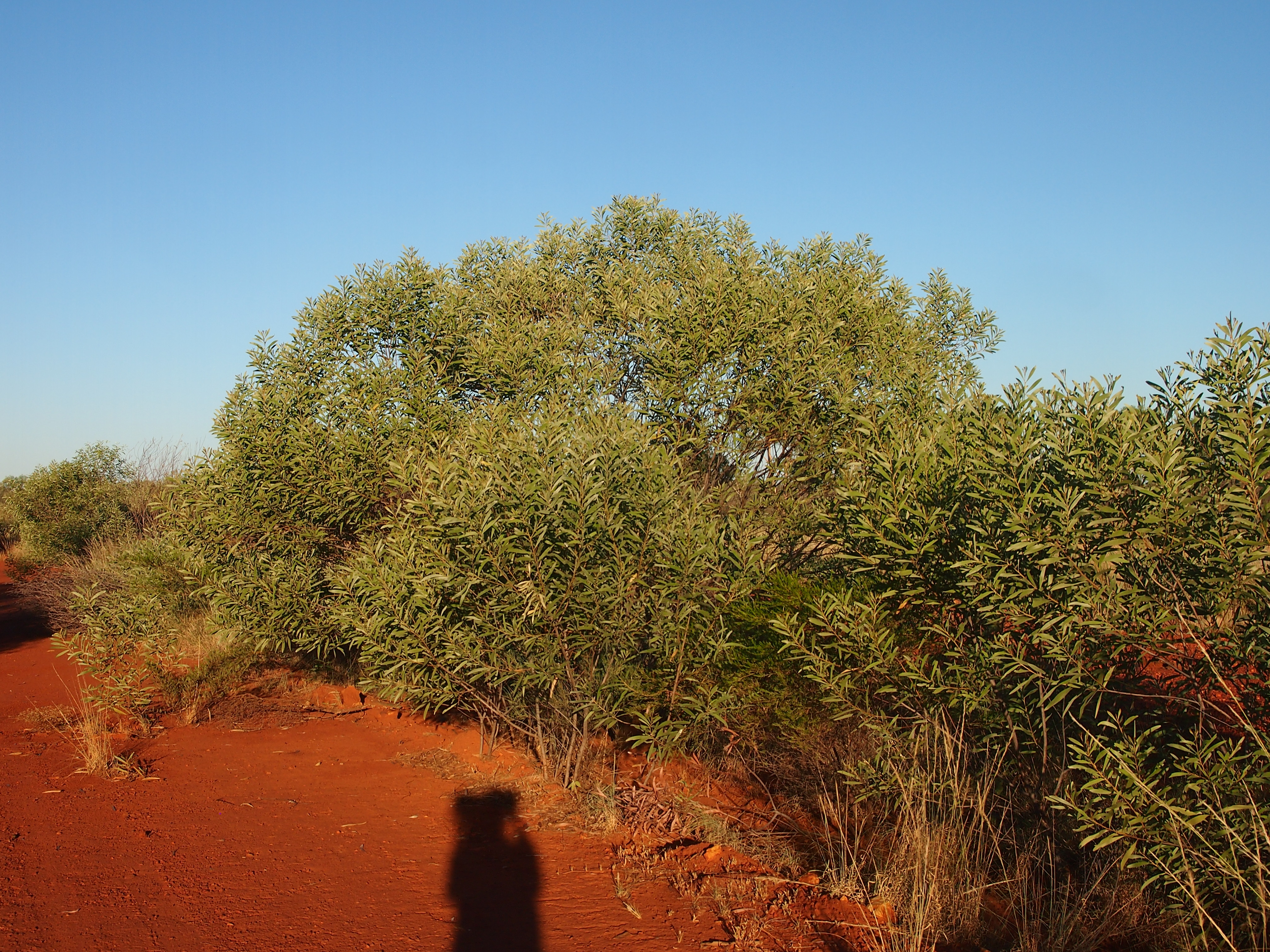